# Azrudin Valentić
Azrudin Valentić (21 luglio 1970) è un allenatore di calcio ed ex calciatore bosniaco, di ruolo attaccante, assistente allenatore del St. Louis City.

## Carriera

### Giocatore
La sua carriera è iniziata in Bosnia-Erzegovina nell'FK Sarajevo, club in cui è anche cresciuto.
Nel 1994-1995 ha avuto la sua prima parentesi all'estero, in Scozia al Raith Rovers. Nel 1996 ha giocato brevemente in Austria, al Vorwärts Steyr. Nel 1996-1997 è passato all'Olimpia Lubiana, poi è tornato all'FK Sarajevo dove ha militato nuovamente dal 1997 al 2000.

### Allenatore
Giunto in Svezia nel 2002, è entrato nello staff tecnico del Vasalund quattro anni dopo. Nel 2008 è stato responsabile delle giovanili, mentre nel 2009 ha debuttato alla guida della prima squadra impegnata nel campionato di Superettan. Nonostante l'ultimo posto e la retrocessione, Valentić ha continuato a guidare i rossoneri in Division 1 per altri due anni.
A partire dalla stagione 2012 è tornato a sedere su una panchina di Superettan con l'ingaggio da parte dell'Assyriska. Nei primi due anni ha collezionato due ottavi posti. Valentić ha iniziato all'Assyriska anche il campionato di Superettan 2014, ma il 27 maggio (dopo dieci giornate) le due parti hanno deciso consensualmente di interrompere la collaborazione. A settembre è tornato alla guida al posto di Sören Åkeby, ed è riuscito a salvarsi dopo gli spareggi. Nel 2015 l'Assyriska ha chiuso al quarto posto in classifica, ma l'allenatore bosniaco si è dimesso a due giornate dalla fine, dopo la vittoria per 3-0 contro il Mjällby.
Nel 2016, Valentić è sceso in terza serie per ricoprire il ruolo di assistente di Olof Mellberg al Brommapojkarna. La squadra ha conseguito due promozioni nel giro di due anni, ed è tornata nella massima serie.
In vista della stagione 2018 è stato contattato dal Dalkurd, con cui ha firmato un contratto di tre anni con il ruolo di capo allenatore. Il club, fondato da immigrati curdi, si apprestava a iniziare il primo campionato di Allsvenskan della propria storia. Anche per Valentić si è trattato della prima parentesi nel massimo campionato svedese. Complice un difficile avvio di stagione con 4 punti conquistati nelle prime 10 partite, si è dimesso dall'incarico il 25 maggio, all'indomani della sconfitta interna per 1-4 contro l'Elfsborg.
Nell'ottobre del 2018 è stato nominato nuovo tecnico del Fremad Amager, squadra militante nella seconda serie danese. Il 1º luglio 2019 è tornato a lavorare con Olof Mellberg: l'arrivo dello svedese al Fremad Amager è coinciso con una riorganizzazione dei ruoli, che ha portato lo stesso Mellberg ad assumere il ruolo di capo allenatore e Valentić ad essere comunque all'interno dello staff tecnico.  All'inizio di settembre dello stesso anno, Mellberg è tornato ad allenare in Svezia accettando la chiamata dell'Helsingborg, mentre Valentić ha rivestito nuovamente il ruolo di capo allenatore.
Il 7 gennaio 2021, a seguito dell'acquisto delle quote di maggioranza del Botev Plovdiv da parte della stessa proprietà del Fremad Amager, Valentić si è trasferito alla guida del club bulgaro di cui è stato capo allenatore nella stagione 2021-2022. L'anno successivo è rimasto nel club, ma con la mansione di direttore tecnico.
Nel 2024 invece ha ricoperto il ruolo di assistente allenatore presso l'IFK Norrköping a fianco del capo allenatore Andreas Alm. Dal gennaio 2025 è tornato nuovamente ad essere assistente di Olof Mellberg avendolo seguito nella sua parentesi statunitense sulla panchina del St. Louis City, franchigia della Major League Soccer.

## Palmarès

### Giocatore

#### Competizioni nazionali
- Campionato bosniaco: 1

Sarajevo: 1998-1999
- Coppa di Bosnia: 2

Sarajevo: 1996-1997, 1997-1998
- Supercoppa della Bosnia ed Erzegovina: 1

Sarajevo: 1997